# Liucsou
Liucsou (egyszerűsített kínai írással: 柳州, pinjin: Liǔzhōu) prefektúra szintű város Kínában, Kuanghszi-Csuang Autonóm Terület tartományban. Lakosainak száma 4 157 934 fő (2020).

## Népesség
| 2018 | 4 041 700 |
| 2020 | 4 157 934 |

## Testvérvárosok
- Cincinnati
- Passau
- Bandung

## Híres személyek
- Vang Ja-fan - teniszezőnő
- Li Ning - tornász